# Sture Allén
Sture Allén (Göteborg, 31 dicembre 1928 – 20 giugno 2022) è stato un linguista svedese.

## Biografia
Per anni docente all'Università di Göteborg, si occupò principalmente di linguistica computazionale e lessicologia. Fu membro della Accademia svedese dal 1980 per la quale ricoprì la carica di segretario permanente dal 1986 al 1999. Fece parte della Accademia Norvegese della scienza e delle lettere.